# Monascus eremophilus
Monascus eremophilus är en svampart som beskrevs av A.D. Hocking & Pitt 1988. Monascus eremophilus ingår i släktet Monascus och familjen Monascaceae.   Inga underarter finns listade i Catalogue of Life.